# Patricio Julián Rodríguez
Patricio Julián Rodríguez (Quilmes, Provincia de Buenos Aires; 4 de mayo de 1990), más conocido como Patito Rodríguez, es un futbolista argentino/boliviano. Juega como extremo derecho en el Bolívar de la Primera División de Bolivia.

## Trayectoria

### Independiente
Patito llegó a Independiente en el año 1995, donde permaneció 13 años jugando en las categorías inferiores. Ariel Wiktor, entrenador de la sexta división en aquel momento, le dio la titularidad. Luego de un gran campeonato en esa categoría, pegó el salto definitivo a la Primera División del Club Atlético Independiente. 
Debutó en el segundo equipo del Independiente el 24 de julio  de 2008 en el Torneo de Verano ante River Plate, redondeando una muy buena actuación con una asistencia a Gastón Machín, lo cual ya provocó ilusión en los hinchas del Rojo.
El 1 de febrero jugando ante San Lorenzo de Almagro por el torneo amistoso Copa Ciudad De Salta, Patito marcó un tanto crucial durante la definición de tiros desde el punto del penal, otorgándole la victoria a su equipo.
El 15 de enero, jugando ante Boca Juniors por el Torneo de Verano, Rodríguez anotó un gol desde afuera del área grande, que fue la victoria de su equipo por 2 a 1. Con cada partido que jugaba, el Patito demostraba que tenía un gran porvenir en el fútbol.
El 10 de febrero debutó oficialmente en Independiente. Fue en la derrota como visitante 1-0 ante Lanús, entrando a los 10 minutos del segundo tiempo por Ismael Sosa.
Tras la venta de Daniel Montenegro, el mismo Américo Gallego dio a entender que Patricio sería quien debería llenar el hueco que dejó la partida del emblemático capitán, dejándole la camiseta número 10.
El domingo 30 de agosto en la segunda fecha del Apertura 2009 convirtió el primer y segundo gol (y envió una asistencia a Leonel Nuñez) en Primera siendo la figura indiscutida del partido en la victoria de Independiente ante Atlético Tucumán por 4 a 2.
Después de algunos partidos perdió su titularidad. Sin embargo jugó de titular el encuentro frente a Colón en la reapertura del estadio Libertadores de América, dando una asistencia en la victoria por 3-2 de su equipo.
Después de la ida de Américo Gallego como DT, la llegada de Daniel Garnero para ocupar ese cargo le agregó algunas cosas puntuales de la posición. Más tarde fue el turno de Antonio Mohamed, con quien Patito consiguió sus mejores actuaciones y pudo consagrarse campeón por primera vez en su carrera: Independiente ganó la Copa Sudamericana 2010 y Patricio fue una de las figuras del equipo en el certamen.
El martes 25 de enero de 2011 convirtió su primer gol internacional ante Deportivo Quito, por el partido de ida de la fase preliminar de la Copa Libertadores 2011, dándole a su equipo el resultado final de 2 a 0.
En el Clausura 2011, metió un gol increíble a Club Atlético Olimpo, esquivándose a tres defensores y luego al arquero, este gol fue uno de los goles más lindos del 2011. Una fecha después metió otro gol, a Colón, recibiendo un gran pase entrelíneas de Hernán Fredes, eludiendo a un defensa y disparando al palo más lejano del arquero, en ese partido salió lesionado y debió perderse las siguientes fechas. Reapareció en la última fecha del torneo, donde metió su segundo doblete en primera, en la victoria de Independiente 5-1 frente a Huracán, condenando al Globo a jugar un partido de desempate frente a Gimnasia de La Plata por ver quien descendía y quien jugaba la promoción.
En el Apertura 2011, Patito es sometido a una artroscopía por un síndrome meniscal en la rodilla derecha (que arrastraba desde el final del Clausura y es similar a la sufrida con anterioridad por su compañero Gabriel Milito), por lo que permanece casi sin jugar durante más de 4 meses dado que fue primero su intención una terapia alternativa no siendo ésta exitosa.
En 2012 realiza normalmente la pretemporada ya recuperado de la lesión. En abril de este mismo año, el 10, convierte su gol número 8, cerrando una goleada histórica frente al histórico rival de Independiente, Racing. Éste gol será recordado, ya que lo hizo eludiendo a 3 rivales y cruzando la pelota al ángulo derecho del arquero, llegándolo a comparar acaso con el famoso tanto del "Kun" Agüero a Racing en la goleada del Rojo por 4 a 0, el Kun arrancó desde el lateral izquierdo antes de la mitad de cancha y «arrastrando» a Fernando Crosa hacia el área, enganchándole de lado a lado y definiendo cruzado de zurda al gol.
0
En su último partido en Independiente marca un doblete por la fecha 19 del Clausura 2012 ante Tigre , el partido terminaría en empatado y así Independiente privaría a Club Atlético Tigre de salir por primera vez campeón de primera en su historia. El Pato se retiraría del campo de juego en el segundo tiempo ovacionado por la gente del Rojo, siendo éste el último partido de él en Independiente.
Muchos historiadores de Independiente consideran a Patito en top 3 de los mejores 10 de la Historia del club. Lo comparan con Bochini por su exquisita técnica que lo llevaría al fúubol boliviano, portugués, australiano, malayo, siendo suplente en Brasil y Grecia.

### Santos
Cuando la prensa anunciaba que el Patito viajaría a Grecia para firmar con el Olympiakos a cambio de U$S 1M por la mitad de su pase más la cancelación de una antigua deuda con el mismo club, esta transferencia finalmente no se realizó y el jugador fue vendido finalmente al Santos de Brasil por U$S 1,5 millones el 50 % de su pase, con una opción de compra del otro 50 % de U$S 2.5M y una plusvalía de una futura venta del 20 % para el Club Atlético Independiente.
Debutó con el Santos en el 11 de agosto con un gol en el empate 2-2 con el Atlético Goianiense por el Campeonato Brasileño de Serie A, Pato anotó el parcial 1-2 de su equipo.
Luego de varios partidos alternando titularidad con suplencia, volvió al gol en la victoria 2-0 del Santos ante el Figueirense. Patinho conectó de taco un centro buscapié de Felipe Anderson, logrando así anotar el 1-0 para el conjunto Peixe, marcando un gol y así su segundo gol en el equipo.
El 15 de julio de 2013 la prensa brasileña da como un hecho su traspaso por medio de préstamo al club Atlante FC de México. Sin embargo, Patricio Rodríguez y Atlante FC no se pusieron de acuerdo en su contrato.

### Estudiantes de la Plata
El 30 de julio de 2013 se hizo oficial el traspaso del volante a Estudiantes (LP), estuvo a préstamo por 1 año con opción de compra, para luego volver a Santos, dueño de su ficha.

### Moreirense F.C.
Después de haber disputado en la primera mitad de año, 11 partidos y marcado 1 gol con el Newcastle United Jets, el 22 de agosto de 2018 se hizo oficial el arribo al Moreirense F. C. de Portugal, donde llega por dos temporadas.

### Jorge Wilstermann
El Patito campeón con Independiente de la Sudamericana 2010, había estado un año sin equipo tras desvincularse del Moirense de Portugal, a mediados del 2019. En su temporada en el fútbol luso, jugó 17 partidos (uno completo), sin goles. Tras la pandemia, firmó con Jorge Wilstermann, de Bolivia. Tuvo su debut ante Athletico Paranaense, y metió una asistencia en la derrota 3 a 2.

## Patrocinador
El 12 de octubre de 2012, Patricio oficializa su vinculación con la marca Nike por 1 año y medio, la cual le proveerá de botines e indumentaria de la misma. Desde D4DR, la agencia encargada de la imagen del jugador, confiaron que el proyecto es armar una acción digital integral, y sumar la marca estadounidense a la campaña de marketing de Pato, que estará compuesta por una web oficial, una canal propio en Youtube y perfiles en Facebook y Twitter. “Nike siempre fue la marca que más me interesaba, soy comprador de sus productos desde hace mucho tiempo, inclusive desde antes de ser profesional ya usaba sus botines. En Argentina no tenía un auspiciante firme, hablamos con varias marcas pero no definimos ninguna“, comentó Rodríguez.
“Al llegar a Brasil, fue la primera que mostró interesada en la propuesta de mi agencia, porque nos beneficia tanto a mí como a la marca. Sinceramente, es la que más me gusta. Evidentemente, que a la empresa le interese mucho el mercado digital y las redes sociales sumó posibilidades, ya que la tecnología también me gusta“, cerró el ex-Independiente.

## Selección nacional
Rodríguez fue convocado por Miguel Ángel Tojo para jugar la Copa Mundial de Fútbol Sub-17 de 2007, 3 días antes de viajar hacia Corea del Sur, sintió fuertes dolores en la zona inguinal izquierda y debió ser desafectado siendo reemplazado por Nahuel Benítez. El propio entrenador lo consideraba una parte fundamental y ante la baja declaró lo siguiente: “la baja de Rodríguez es muy importante. El chico es crack y tiene futuro europeo".

## Estadísticas

### Clubes
Actualizado de acuerdo al último partido jugado el 23 de julio de 2025.
| Club                                  | Div.          | Temporada     | Liga  | Liga  | Liga   | Copas nacionales | Copas nacionales | Copas nacionales | Torneos internacionales | Torneos internacionales | Torneos internacionales | Total | Total | Total  |
| Club                                  | Div.          | Temporada     | Part. | Goles | Asist. | Part.            | Goles            | Asist.           | Part.                   | Goles                   | Asist.                  | Part. | Goles | Asist. |
| ------------------------------------- | ------------- | ------------- | ----- | ----- | ------ | ---------------- | ---------------- | ---------------- | ----------------------- | ----------------------- | ----------------------- | ----- | ----- | ------ |
| C. A. Independiente Argentina         | 1.ª           | 2007-08       | 8     | 0     | 1      | —                | —                | —                | —                       | —                       | —                       | 8     | 0     | 1      |
| C. A. Independiente Argentina         | 1.ª           | 2008-09       | 11    | 0     | 2      | —                | —                | —                | —                       | —                       | —                       | 11    | 0     | 2      |
| C. A. Independiente Argentina         | 1.ª           | 2009-10       | 28    | 2     | 5      | —                | —                | —                | —                       | —                       | —                       | 28    | 2     | 5      |
| C. A. Independiente Argentina         | 1.ª           | 2010-11       | 28    | 4     | 4      | —                | —                | —                | 16                      | 1                       | 4                       | 44    | 5     | 8      |
| C. A. Independiente Argentina         | 1.ª           | 2011-12       | 21    | 3     | 1      | —                | —                | —                | 2                       | 0                       | 0                       | 23    | 3     | 1      |
| C. A. Independiente Argentina         | Total club    | Total club    | 96    | 9     | 13     | 0                | 0                | 0                | 18                      | 1                       | 4                       | 114   | 10    | 17     |
| Santos F. C. · Brasil                 | 1.ª           | 2012          | 20    | 2     | 2      | —                | —                | —                | 2                       | 0                       | 0                       | 22    | 2     | 2      |
| Santos F. C. · Brasil                 | 1.ª           | 2013          | 2     | 0     | 0      | 14               | 0                | 0                | —                       | —                       | —                       | 16    | 0     | 0      |
| Santos F. C. · Brasil                 | 1.ª           | 2014          | 6     | 0     | 1      | 1                | 0                | 0                | —                       | —                       | —                       | 7     | 0     | 1      |
| Santos F. C. · Brasil                 | 1.ª           | 2016          | —     | —     | —      | 6                | 0                | 0                | —                       | —                       | —                       | 6     | 0     | 0      |
| Santos F. C. · Brasil                 | Total club    | Total club    | 28    | 2     | 3      | 21               | 0                | 0                | 2                       | 0                       | 0                       | 51    | 2     | 3      |
| Estudiantes de La Plata Argentina     | 1.ª           | 2013-14       | 27    | 2     | 3      | 1                | 0                | 0                | —                       | —                       | —                       | 28    | 2     | 3      |
| Estudiantes de La Plata Argentina     | Total club    | Total club    | 27    | 2     | 3      | 1                | 0                | 0                | 0                       | 0                       | 0                       | 28    | 2     | 3      |
| Johor Darul Takzim Malasia            | 1.ª           | 2015          | 12    | 1     | 0      | —                | —                | —                | —                       | —                       | —                       | 12    | 1     | 0      |
| Johor Darul Takzim Malasia            | Total club    | Total club    | 12    | 1     | 0      | 0                | 0                | 0                | 0                       | 0                       | 0                       | 12    | 1     | 0      |
| AEK Atenas F. C. · Grecia             | 1.ª           | 2016-17       | 25    | 3     | 6      | 6                | 1                | 0                | —                       | —                       | —                       | 31    | 4     | 6      |
| AEK Atenas F. C. · Grecia             | 1.ª           | 2017-18       | 2     | 0     | 0      | 1                | 0                | 0                | 2                       | 0                       | 0                       | 5     | 0     | 0      |
| AEK Atenas F. C. · Grecia             | Total club    | Total club    | 27    | 3     | 6      | 7                | 1                | 0                | 2                       | 0                       | 0                       | 36    | 4     | 6      |
| Newcastle United Jets F. C. Australia | 1.ª           | 2017-18       | 12    | 1     | 4      | —                | —                | —                | —                       | —                       | —                       | 12    | 1     | 4      |
| Newcastle United Jets F. C. Australia | Total club    | Total club    | 12    | 1     | 4      | 0                | 0                | 0                | 0                       | 0                       | 0                       | 12    | 1     | 4      |
| Moreirense F. C. Portugal             | 1.ª           | 2018-19       | 12    | 0     | 0      | 3                | 0                | 0                | —                       | —                       | —                       | 15    | 0     | 0      |
| Moreirense F. C. Portugal             | 1.ª           | 2019-20       | 1     | 0     | 0      | 1                | 0                | 0                | —                       | —                       | —                       | 2     | 0     | 0      |
| Moreirense F. C. Portugal             | Total club    | Total club    | 13    | 0     | 0      | 4                | 0                | 0                | 0                       | 0                       | 0                       | 17    | 0     | 0      |
| Jorge Wilstermann · Bolivia           | 1.ª           | 2020          | —     | —     | —      | —                | —                | —                | 6                       | 2                       | 1                       | 6     | 2     | 1      |
| Jorge Wilstermann · Bolivia           | 1.ª           | 2021          | 26    | 11    | 6      | —                | —                | —                | 7                       | 1                       | 1                       | 33    | 12    | 7      |
| Jorge Wilstermann · Bolivia           | Total club    | Total club    | 26    | 11    | 6      | 0                | 0                | 0                | 13                      | 3                       | 2                       | 39    | 14    | 8      |
| Club Bolivar · Bolivia                | 1.ª           | 2022          | 38    | 9     | 10     | —                | —                | —                | 4                       | 0                       | 1                       | 42    | 9     | 11     |
| Club Bolivar · Bolivia                | 1.ª           | 2023          | 24    | 7     | 5      | 10               | 4                | 2                | 10                      | 1                       | 1                       | 44    | 12    | 8      |
| Club Bolivar · Bolivia                | 1.ª           | 2024          | 21    | 4     | 5      | —                | —                | —                | 5                       | 0                       | 0                       | 26    | 4     | 5      |
| Club Bolivar · Bolivia                | 1.ª           | 2025          | 11    | 4     | 2      | 5                | 1                | 0                | 8                       | 1                       | 3                       | 24    | 6     | 5      |
| Club Bolivar · Bolivia                | Total club    | Total club    | 94    | 24    | 22     | 15               | 5                | 2                | 27                      | 2                       | 5                       | 136   | 31    | 29     |
| Total carrera                         | Total carrera | Total carrera | 335   | 53    | 57     | 48               | 6                | 2                | 62                      | 6                       | 11                      | 445   | 65    | 70     |
| 1. 2.                                 |               |               |       |       |        |                  |                  |                  |                         |                         |                         |       |       |        |

## Palmarés

### Torneos regionales
| Título              | Club         | Región    | Año  |
| ------------------- | ------------ | --------- | ---- |
| Campeonato Paulista | Santos F. C. | São Paulo | 2012 |
| Campeonato Paulista | Santos F. C. | São Paulo | 2015 |

### Torneos nacionales
| Título                      | Club               | País    | Año  |
| --------------------------- | ------------------ | ------- | ---- |
| Superliga de Malasia        | Johor Darul Takzim | Malasia | 2015 |
| Superliga de Grecia         | AEK Atenas F. C.   | Grecia  | 2018 |
| Primera División de Bolivia | Club Bolívar       | Bolivia | 2022 |
| Copa de la Liga             | Club Bolívar       | Bolivia | 2023 |
| Primera División de Bolivia | Club Bolívar       | Bolivia | 2024 |

### Torneos internacionales
| Título              | Club                | Sede       | Año  |
| ------------------- | ------------------- | ---------- | ---- |
| Copa Sudamericana   | C. A. Independiente | Avellaneda | 2010 |
| Recopa Sudamericana | Santos F. C.        | São Paulo  | 2012 |
| Copa AFC            | Johor Darul Taksim  | Dusambé    | 2015 |